# Bez nadzoru
Bez nadzoru (2012) – amerykański serial komediowy stworzony przez Davida Hornsby'ego, Roba Rosella, i Scotta Mardera. Wyprodukowany przez Floyd County Productions RCG Productionst i FX Productions.
Światowa premiera serialu miała miejsce 19 stycznia 2012 roku na antenie FX. Serial został anulowany 17 listopada 2012 roku. W Polsce serial nadawany był na kanale Fox od 30 stycznia 2013.

## Obsada
- Justin Long jako Gary Garrison
- David Hornsby jako Joel Zymanski
- Kristen Bell jako Megan McKinley
- Romany Malco jako Darius Jenkins
- Rob Rosell jako Russ Brown

### Drugoplanowe
- Kaitlin Olson jako Carol, Danielle
- Fred Armisen jako Martin Rivera
- Alexa Vega jako Christina Rivera
- Maria Bamford jako Rachel
- Scott Marder jako Jojo Venetti
- Maria Bamford jako Pani McKinley
- André Sogliuzzo jako Sid
- Glenn Howerton jako Dirt
- Sally Kellerman jako Dyrektor Margaret Stark
- Clifton Powell jako Trener Durham

## Spis odcinków

### Sezon 1
| NR | #  | Tytuł                             | Scenariusz                              | Premiera (FX)    | Premiera w Polsce Fox (Polska) |
| -- | -- | --------------------------------- | --------------------------------------- | ---------------- | ------------------------------ |
| 1  | 1  | Pilot                             | David Hornsby, Scott Marder, Rob Rosell | 19 stycznia 2012 | 30 stycznia 2013               |
| 2  | 2  | Rich Girl                         | David Hornsby, Scott Marder, Rob Rosell | 26 stycznia 2012 | 6 lutego 2013                  |
| 3  | 3  | Field of Dreams.... and Dogs      | David Hornsby, Scott Marder, Rob Rosell | 2 lutego 2012    | 13 lutego 2013                 |
| 4  | 4  | Fires & Liars                     | David Hornsby, Scott Marder, Rob Rosell | 9 lutego 2012    | 20 lutego 2013                 |
| 5  | 5  | Stupid Idiots                     | David Hornsby, Scott Marder, Rob Rosell | 16 lutego 2012   | 27 lutego 2013                 |
| 6  | 6  | Nits                              | David Hornsby, Scott Marder, Rob Rosell | 23 lutego 2012   | 6 marca 2013                   |
| 7  | 7  | The Magic of Science              | John Carcieri, David Hornsby            | 1 marca 2012     | 13 marca 2013                  |
| 8  | 8  | My Brother Brian                  | Rob Rosell, Scott Marder, David Hornsby | 8 marca 2012     | 20 marca 2013                  |
| 9  | 9  | Jesse Judge Lawncare Incorporated | John Carcieri, Rob Rosell               | 15 marca 2012    | 27 marca 2013                  |
| 10 | 10 | Youngbloods                       | Rob Rosell, Scott Marder, David Hornsby | 22 marca 2012    | 3 kwietnia 2013                |
| 11 | 11 | The Great Traveler's Road         | Rob Rosell, Scott Marder, David Hornsby | 6 grudnia 2012   | 10 kwietnia 2013               |
| 12 | 12 | Black Squirrels                   | Rob Rosell, Scott Marder, David Hornsby | 13 grudnia 2012  | 17 kwietnia 2013               |
| 13 | 13 | Reggie Dog Bites                  | Becky Mann, Audra Sielaff               | 20 grudnia 2012  | 24 kwietnia 2013               |